# Macuspana
Macuspana est à la fois une municipalité (division administrative, équivalente à un canton) de l'État du Tabasco et la ville principale de cette municipalité.
Le nom Macuspana vient du nahuatl, Macui-chpana, qui signifie « Lieu des cinq purifications ».

## Ville de Macuspana
Macuspana est la ville principale de la municipalité du même nom, située dans l'État mexicain du Tabasco.
Elle est située au sud de la péninsule du Yucatán, à environ 50 kilomètres au sud-est de la capitale d'État Villahermosa, au voisinage d'un gisement pétrogazier important.
En 2005 sa population officielle était de 49 244 habitants.

## Municipalité de Macuspana
Andrés Manuel López Obrador, chef du gouvernement mexicain depuis 2000, est originaire d'une petite ville de la municipalité de Macuspana : Tepetitán.
La municipalité de Macuspana est le point de départ d'un gazoduc qui amène le gaz naturel vers les sites de consommation et de production d'électricité de l'État du Yucatán.
Macuspana possède un réseau de lagunes très développé, 27 au total, parmi lesquelles : Pajonal, Desecho, Manatinero, La Palma, Sabanas Nuevas, Mixteca, Morelos y San Juanito. Dans ces eaux intérieures abondent la crossie, le gar et la tortue, tant appréciés par les autochtones et par les étrangers. 
Les rivières Macuspana, Tulijá, Puxcatán, Tepetitán et Chilapa arrosent les terres du Macuspana.
Les cascades de l'eau blanche (cascadas de Agua Blanca) se trouvent à 64 km au sud-est de Villahermosa, au lieu-dit 'Las Palomas'. Le nom de ces cascades, en langue maya, est Iztac Ha. Selon la légende, c'est le nom de la princesse dont les pleurs seraient à l'origine de cette chute d'eau. En frappant les rochers, l'eau crée des cercles d'écume et forme des rideaux qui cachent l'entrée de deux grottes, d'où vient une partie du débit. Une aire de pique-nique a été aménagée à proximité.

### Liens Wiki
- Tabasco

### Enciclopedia libre
- Macuspana (Tabasco)